# Eloy (album)
Eloy è il primo album dell'omonimo gruppo rock.

## Titoli del CD
1. Today
2. Something Yellow
3. Eloy
4. Song Of A Paranoid Soldier
5. Voice Of Revolution
6. Isle Of Sun
7. Dillus Roady

## Titoli del CD bonus
1. Walk Alone
2. Daybreak
3. Interview With Manfred WIECZORKE